# Hahnia flagellifera
Hahnia flagellifera là một loài nhện trong họ Hahniidae.
Loài này thuộc chi Hahnia. Hahnia flagellifera được miêu tả năm 1989 bởi Zhu, Jun Chen & Sha.